# Geitogonalia quatuordecimmaculata
Geitogonalia quatuordecimmaculata är en insektsart som beskrevs av Taschenberg 1884. Geitogonalia quatuordecimmaculata ingår i släktet Geitogonalia och familjen dvärgstritar. Inga underarter finns listade i Catalogue of Life.